# ATP Festival
ATP Festival è un album bootleg dal vivo di John Frusciante, mai pubblicato realmente, ma disponibile sulla rete.
L'album è stato registrato in presa diretta dai fan, e riporta per intero l'esibizione tenuta all'ATP Festival il 5 maggio 2005.
Il repertorio riprende brani vecchi e nuovi, tutti rivissuti attraverso la maturità raggiunta nel falsetto e nell'intonazione, ed in chiave acustica. Alcune canzoni, in questo modo, appaiono molto più diverse e godibili rispetto alle versioni in studio perché più melodiche, tra queste The First Season, Been Insane, Untitled # 3, Representing, So Would've I.

## Formazione
Sul palco è presente solo Frusciante, con una chitarra acustica.

## Tracce
1. Time Runs Out - 4:19
2. Beat Down - 2:27
3. Carvel - 4:03
4. Been Insane - 1:51
5. The First Season - 3:45
6. The Days Have Turned - 3:03
7. I'm Around - 3:20
8. Purity (Penetrate Time) - 2:36
9. We Are Going Wrong (cover dei Cream) - 4:17
10. Control - 4:13
11. Fallout (incompleta) - 1:50
12. Untitled # 11 - 1:05
13. Dying Song - 3:15
14. So Would've I - 3:13
15. How High - 1:15
16. Untitled # 3 - 1:44
17. Havana Affair (cover dei Ramones) - 3:15
18. The Worlds Edge - 2:21
19. Leave All The Days Behind - 1:51
20. Representing - 1:31
21. Song To Sing When I'm Lonely - 3:10
22. Time Tonight - 3:30
23. The Will to Death - 3:57